# Geschulpte hamerhaai
De geschulpte hamerhaai of Lewins hamerhaai (Sphyrna lewini) is een vis uit de familie van hamerhaaien (Sphyrnidae), orde roofhaaien (Carcharhiniformes), die voorkomt in de Grote, Atlantische en Indische Oceaan. Bovendien komt de geschulpte hamerhaai voor in de Middellandse Zee.

## Beschrijving
De geschulpte hamerhaai kan een lengte bereiken van 430 centimeter en kan maximaal 35 jaar oud worden. Het lichaam van de haai heeft een langgerekte vorm. De ogen zijn normaal van vorm en zijn symmetrisch. De mond zit aan de onderkant van de kop. Bij het zwemmen zwaait de kop heen en weer. De haai heeft twee rugvinnen en één aarsvin.

## Leefwijze
De geschulpte hamerhaai wordt meestal gesignaleerd langs steile koraalwanden van koraalriffen. De diepte waarop de soort voorkomt is maximaal 275 meter onder het wateroppervlak. Deze haai komt vaak voor in grote scholen en lijken een voorkeur te hebben voor stromend en kouder water. Zij handhaven doorgaans een grote afstand tot duikers.  
Het dieet van de vis bestaat hoofdzakelijk uit dierlijk voedsel. Hij voedt zich met macrofauna en vis.

## Relatie tot de mens
De geschulpte hamerhaai is voor de visserij van aanzienlijk commercieel belang. Bovendien wordt er op de vis gejaagd in de hengelsport. Vele haaien gaan verloren door bijvangst en finning. 

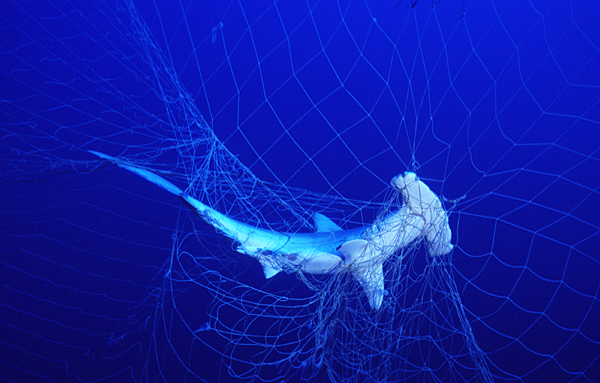
Hamerhaai verstrikt in visnet. De achteruitgang van deze haaiensoort is dramatisch. Foto: SEAWATCH.ORG

De soort heeft op de Rode Lijst van de IUCN de status "lower risk" (laag risico). Recente studies laten echter een dramatische achteruitgang zien in het noordwestelijk deel van de Atlantische Oceaan waar zich de grote trekroutes van haaien bevinden.